# La Cueva, Xilitla
La Cueva är en ort i Mexiko.   Den ligger i kommunen Xilitla och delstaten San Luis Potosí, i den centrala delen av landet, 230 km norr om huvudstaden Mexico City. La Cueva ligger 1 003 meter över havet och antalet invånare är 147.
Terrängen runt La Cueva är kuperad åt nordost, men åt sydväst är den bergig. Runt La Cueva är det ganska tätbefolkat, med 160 invånare per kvadratkilometer. Närmaste större samhälle är Villa Terrazas, 13,4 km öster om La Cueva. Omgivningarna runt La Cueva är en mosaik av jordbruksmark och naturlig växtlighet.